# Daughters (John Mayer)
Daughters (Nederlands: Dochters) is de derde single van het album Heavier Things van singer-songwriter John Mayer uit 2003. Het nummer won diverse prijzen, waaronder de Grammy Award voor Song of the Year op de 47ste Grammy Awardsuitreiking. 
In Nederland werd het de eerste hit voor John Mayer met een nummer 30-notering als hoogste positie in de Nederlandse Top 40 en nummer 29 als piekpositie in de Single Top 100. Het nummer werd gedraaid op de begrafenis van diskjockey Wim Rigter in 2004. Zijn collega's bij 3FM pikten het op en het nummer kreeg zodoende veel speeltijd op de radio, waardoor het tot een hit kon uitgroeien. Het nummer is sinds zijn verschijning een klassieker in de Radio 2 Top 2000, waar het jaarlijks in de lijst terug te vinden is.

## NPO Radio 2 Top 2000
| Nummer met noteringen in de NPO Radio 2 Top 2000 | '05  | '06 | '07 | '08 | '09 | '10 | '11 | '12 | '13 | '14 | '15 | '16 | '17 | '18 | '19 | '20 | '21 | '22 | '23 | '24 |
| ------------------------------------------------ | ---- | --- | --- | --- | --- | --- | --- | --- | --- | --- | --- | --- | --- | --- | --- | --- | --- | --- | --- | --- |
| Daughters                                        | 1890 | 344 | 729 | 884 | 469 | 364 | 378 | 344 | 304 | 523 | 471 | 563 | 603 | 660 | 702 | 700 | 816 | 890 | 928 | 798 |

1. ↑  Een vetgedrukt getal geeft de hoogste notering aan.
2. ↑  2005 was het eerste jaar met een notering voor dit nummer.